# كاميلي غلادو
كاميلي غلادو هو سياسي كندي، ولد في 20 أكتوبر 1872 في United Counties of Prescott and Russell ‏ في كندا، وتوفي في 5 نوفمبر 1921 في أوتاوا في كندا. انتخب عمدة.